# Christian Wilde

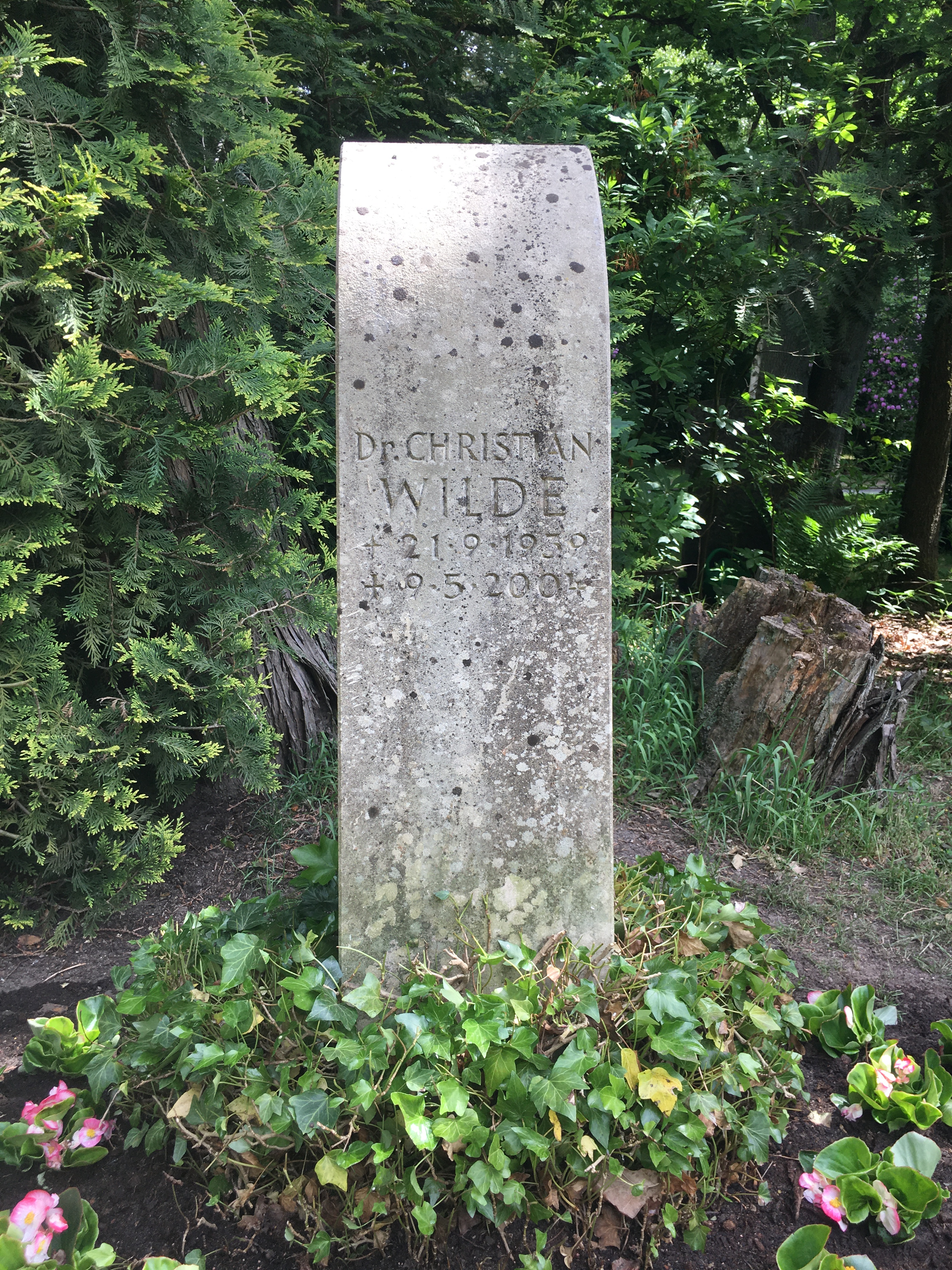
Grabstätte Christian Wilde auf dem Friedhof Ohlsdorf

Christian Wilde (* 21. September 1939 in Düsseldorf; † 9. Mai 2004 in Hamburg) war ein deutscher Rechtsanwalt.
Nach der Schulzeit in Göttingen studierte er Rechtswissenschaft an den Universitäten von Hamburg, Lausanne, Göttingen und der University of California, Berkeley. 1969 wurde er von der Universität Göttingen zum Dr. jur. promoviert.
Christian Wilde begann seine Anwaltstätigkeit 1970 in der wirtschaftsrechtlichen Sozietät Stegemann Sieveking Lutteroth in Hamburg, deren Ursprünge bis zum Jahr 1840 zurückreichen. Bereits nach elf Monaten wurde er als Partner aufgenommen. Christian Wilde wurde zu einem der bekanntesten Experten in den Bereichen Mergers & Acquisitions (M&A) und Immobilientransaktionen in Deutschland. Als sich die Sozietät 1990 zur überregionalen Sozietät Bruckhaus Westrick Stegemann zusammenschloss, wurde Christian Wilde Mitglied ihres Verwaltungsrats. Er war treibende Kraft für die Fusionen mit der österreichischen Kanzlei Heller Löber Bahn & Partner im Jahr 1998, dem ersten grenzüberschreitenden Zusammenschluss einer deutschen Rechtsanwaltssozietät, und im Jahr 2000 mit Freshfields zu internationalen Sozietät Freshfields Bruckhaus Deringer. Bis 2004 war er neben Anthony Salz der erste Seniorpartner von Freshfields.
Er war Mitglied und zum Teil Vorsitzender zahlreicher Aufsichtsorgane, unter anderem bei der Berenberg Bank, AON Jauch & Hübener und der Jil Sander AG.
Ab 1998 engagierte sich Christian Wilde für die Bucerius Law School, in deren Gründungskommission er von 2003 bis zu seinem Tode tätig war. Zu seinen Ehren richtet die Hochschule alle zwei bis drei Jahre eine Gedächtnisvorlesung aus. Christian Wilde war außerdem von 2000 bis zu seinem Tode Mitglied des Präsidiums des Überseeclubs.
Christian Wilde wurde auf dem Hamburger Friedhof Ohlsdorf beigesetzt. Die Grabstätte befindet sich im Planquadrat T 12 nordöstlich von Kapelle 1.